# Bürgerliches Gesetzbuch

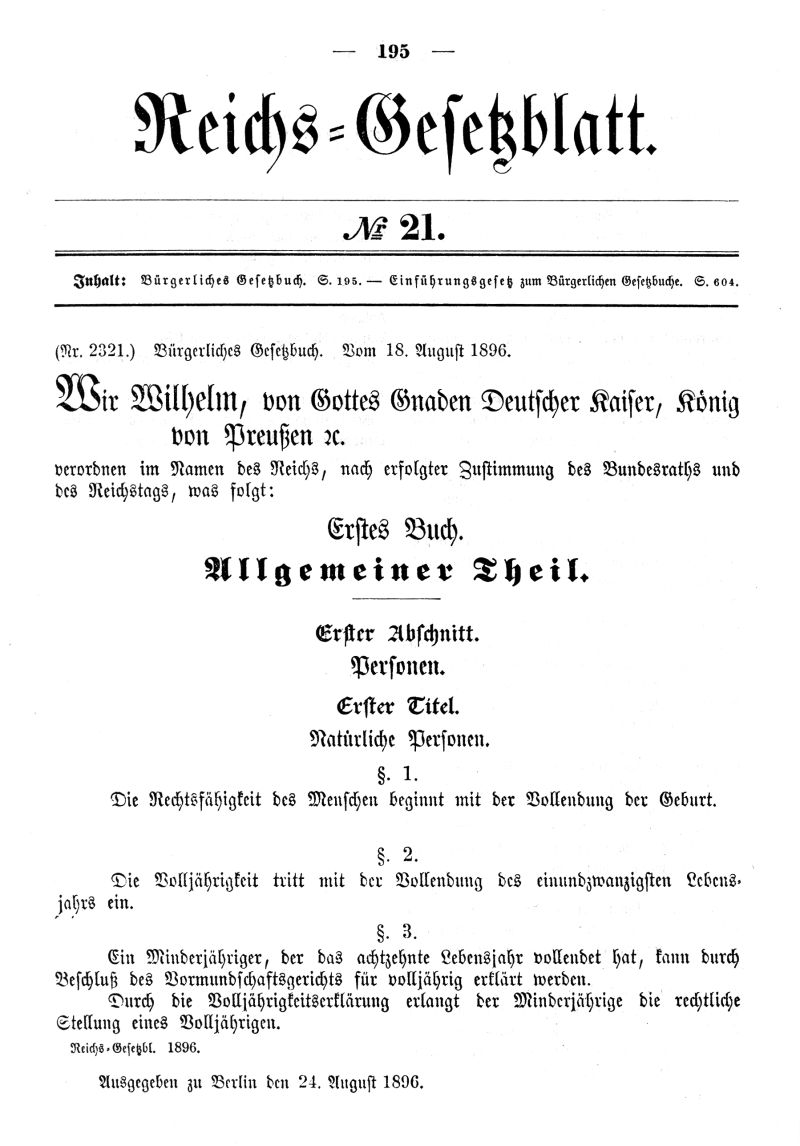
Titulní list BGB v říšském zákoníku

Bürgerliches Gesetzbuch (zkr. BGB) je německým občanským zákoníkem. Přijat byl v roce 1896, v účinnosti je od 1. ledna 1900 až do současnosti. Představuje základní právní předpis německého občanského práva.
Zásadním způsobem byl novelizován v roce 2002, a to v oblasti závazkového práva.
BGB ovlivnil kodifikace občanského práva v řadě zemí – mj. v Řecku a Japonsku.